# Il cavaliere, la morte e il diavolo (film)
Il cavaliere, la morte e il diavolo è un film del 1983 diretto da Beppe Cino.
Il soggetto è ispirato al romanzo breve Doppio sogno di Arthur Schnitzler.

## Trama
Monica e la figlia Lola incontrano per caso il misterioso Orlok, che le lascia scosse. Nicholas, padre di Lola, rimane invece affascinato dalla punk Patty. Quando Nicholas rientra a casa dalla famiglia, i tre precipitano in un incubo oscuro e inquietante.

## Accoglienza
Nel 1983 il film è inserito in "Venezia De Sica", sezione non competitiva della 40ª Mostra internazionale d'arte cinematografica di Venezia

## Riconoscimenti
- 1985 - Targa cinema e società[2]